# ألين بوزر
ألين بوزر (بالإنجليزية: Allen Boozer)‏ هو فيزيائي أمريكي، ولد في 28 يوليو 1944.